# Taavetti Laatikainen
Taavetti Laatikainen, finski general, * 1886, † 1954.